# チェロソナタ (プーランク)
チェロとピアノのためのソナタ（Sonate pour violoncelle et piano） FP 143は、フランシス・プーランクが1948年に作曲したチェロソナタ。スケッチが行われたのは1940年であった。曲は、この楽器の扱いに不慣れであった作曲者をチェロ・パートの技術的観点で手助けしたフランスのチェリスト、ピエール・フルニエへと献呈された。楽譜はパリのウジェルから出版された。

## 作曲過程
第二次世界大戦が勃発し、フランスでは1939年8月に市民の動員が布告された。ノワゼに居たプーランクは六重奏曲を書き直す傍ら、歌曲集『リボンの結び目』と『偽りの婚約』の楽器法に取り組んでいた。1940年6月2日付でボルドーでの任務を命じられた彼は、カオールで短期間留まる間にいくらか楽曲を書き進めた。1940年7月18日以降は休戦協定に基づき動員を解かれ、ブリーヴ＝ラ＝ガイヤルドで友人と合流を果たすと、チェロソナタ、『小象ババールの物語』、『典型的動物』のスケッチを行った。
プーランクが大作のカンタータ『人間の顔』を作曲したのはようやく大戦終結後のことで、チェロソナタを完成させたのはギヨーム・アポリネールの同名の作品に基づく歌曲集『カリグラム』を1948年の終わりに書き上げた後のこととなる。1940年には被献呈者であるピエール・フルニエの求めに応じて下書きを再開、ソナタの仕事に戻ってきてはいたものの、チェロにもヴァイオリンにも作曲の創意を刺激されなかったのである。その上、ヴァイオリンソナタが一部の物書きから説得力がない、凡庸だとすら言われるという失敗に終わっていた。原稿のまま何年も作曲者の手許に置かれることになった本作であったが、最終的に1948年になって完成に至ったのであった。初演は1949年5月18日にサル・ガヴォーにおいて、プーランクのピアノ、フルニエのチェロにより行われた。

## 評価
「楽しい以上のものではない」と断じる者もいた本作であったが、とりわけ出来の良さを理由にヴァイオリンソナタより良い評判を得ていた。著作家のルノー・マシャールはカヴァティーヌを厳しくも美しいと考え、フィナーレは「大きく成功している」としつつも、第1楽章のアレグロが性格を欠いていることを遺憾に思っていた。一方、伝記作家のアンリ・エルはさらに限定的に一部を特定して「非常に愛らしい『カヴァティーヌ』があるにもかかわらず、面白みはほとんどない」と述べた。アデライード・ド・プラースはフェイヤール社から出版された『Guide de la musique chambre』の中でプーランクへ捧げた記事で賛辞を述べ、ヴァイオリンソナタとチェロソナタを指して「作者指折りの良質なページである」としている。
本作をヴァンサン・ダンディやアルベリク・マニャールの様式になぞらえる者もいる。曲中の一部の主題は、作曲者が本作をスケッチしていた時期に完成させた『典型的動物』を想起させるところがある。

## 楽曲構成
4つの楽章から構成される。
- 第1楽章 Allegro - Tempo di Marcia
- 第2楽章 Cavatine
- 第3楽章 Ballabile
- 第4楽章 Finale

全ての楽章が三部形式となっており、対照的な中間部を備えている。